# Kelemen József (nyelvész)
Kelemen József (Polány, 1910. február 12. – Budapest, 1982. november 9.) nyelvész, a nyelvtudományok kandidátusa (1962).

## Élete
Kelemen Mihály napszámos és Táskai Mária (1891–1961) fiaként született. Felsőfokú tanulmányait a szegedi Ferenc József Tudományegyetemen végezte. Tanárai Erdélyi Lajos, Csefkó Gyula és Horger Antal voltak. Tanári diplomájának megszerzése után főiskolai tanár lett. A tanítást abbahagyva 1951-től Budapesten a Nyelvtudományi Intézetben az Értelmező Szótári Osztályon dolgozott. A magyar nyelv értelmező szótára hét kötetének nyelvtani vonatkozásai és a nyelvtani címszavak nagyrészt az ő kidolgozásában épültek a szótárba. Foglalkozott a nyelvi adatgyűjtés és adattárolás, adatfeldolgozás gépesítésével. Lektora volt Mikes Kelemen művei kritikai kiadásának.

### Családja
Felesége Göttl Margit polgári iskolai tanárnő volt, Göttl Károly és Gutenkunszt Mária lánya, akivel 1935. szeptember 7-én Szegeden kötött házasságot.

## Művei
- Dr. Kelemen József, Németh Sándor, dr. Somos Lajos: Magyar nyelvkönyv a líceum és leánylíceum I–II. osztálya számára. Szent István Társulat, Budapest, 1939
- Szempontok az ikerszók vizsgálatához (Budapest, 1939)
- Lyukkártyarendszerű adatgyűjtés és feldolgozás nyelvtudományban (Budapest, 1966)
- Mondatszók a magyar nyelvben (Budapest, 1970)

## Díjai, elismerései
- Akadémiai Díj (1963), megosztott
- Révai Miklós-emlékérem (1971)
- Munka Érdemrend ezüst fokozata (1976)